# Movember
Movember, contracción de los términos del inglés Moustache (bigote) y November (noviembre), es un evento anual en el que los varones dejan crecer su bigote durante el mes de noviembre. Se organizan encuentros con la intención de concienciar sobre temas de salud del hombre tales como cáncer de próstata, cáncer de testículo, depresión y suicidio de los varones e inactividad física y se recauda dinero para ayudar en cada país a una o más instituciones dedicadas a luchar contra dichos problemas de la salud masculina.
El evento es llevado adelante por la Fundación Movember de forma oficial en 21 países: Alemania, Australia, Austria, Bélgica, Canadá, Dinamarca, España, Estados Unidos, Finlandia, Francia, Hong Kong, Irlanda, Noruega, Nueva Zelanda, Países Bajos, Reino Unido, República Checa, Singapur, Sudáfrica, Suecia y Suiza. La fundación ha sido elegida en 2011 y 2012 como una de las 100 ONG más notables por el Global Journal y ubicada en 2014 en el puesto 72 del ranking de TOP 500 ONG a nivel mundial elaborado por Global_Geneva. Su objetivo es "cambiar la cara a la salud del hombre".

## Historia

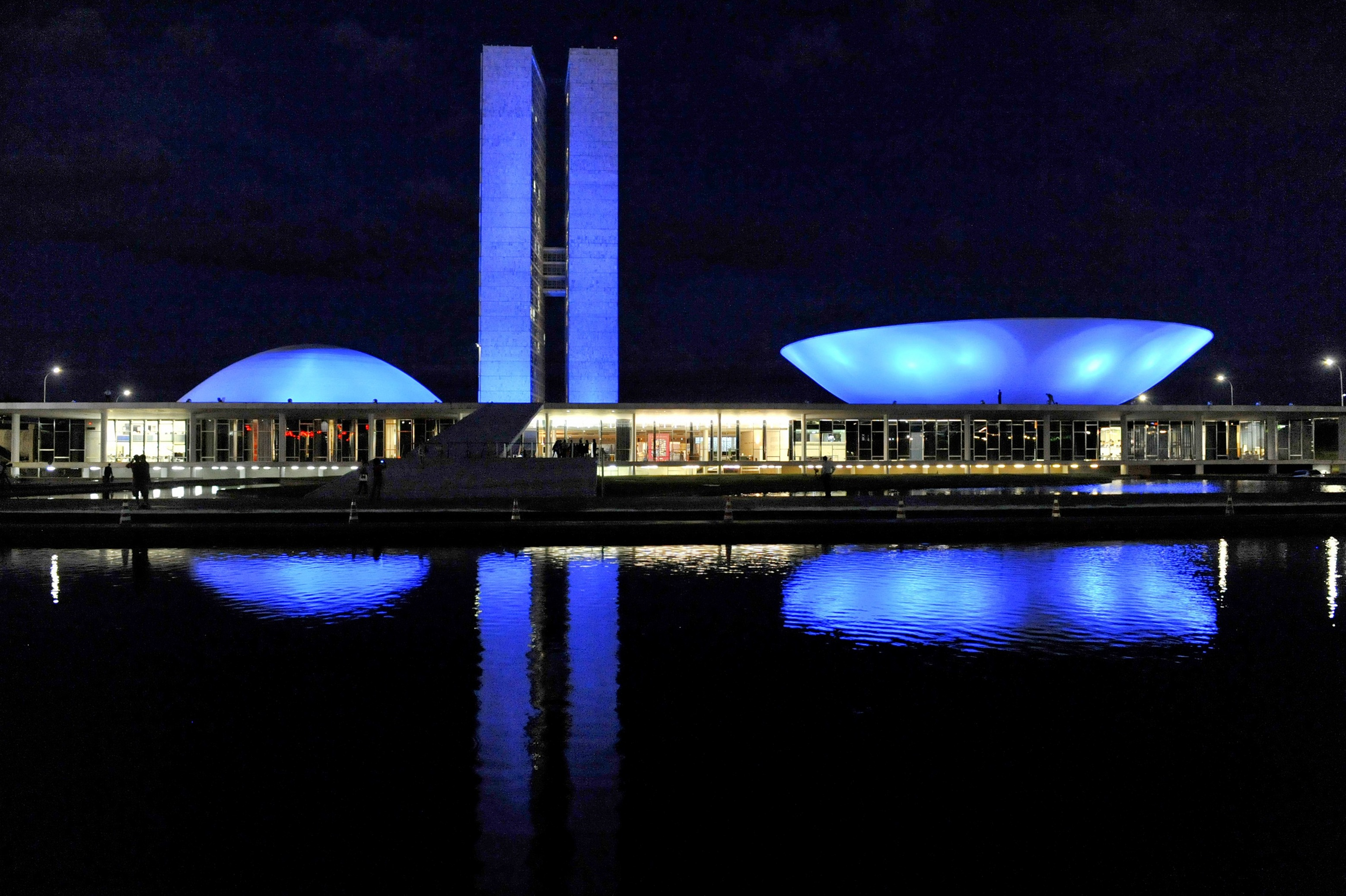
Congreso Nacional del Brasil iluminado de azul durante noviembre de 2014.

Fue celebrado por primera vez en Australia en el año 2003 cuando un grupo de jóvenes de Melbourne conocidos como los 30 originales tuvieron la idea de dejar crecer sus bigotes para apoyar a un amigo aquejado de cáncer de próstata. Desde el año 2004, la Fundación Movember comenzó a recolectar fondos para destinarlos a la lucha contra el cáncer de próstata en Australia.
A partir de 2007, el evento comenzó a realizarse también en Canadá, España, Estados Unidos y Reino Unido. Ese año se recolectó dinero (un total de 21.5 millones de dólares australianos) para ser destinado a una o más asociaciones para investigar sobre temas de salud de los hombres en cada uno de dichos países.
En 2010 se logró reunir 447.808 participantes y recaudar más de 72 millones de dólares australianos, destinados íntegramente a fundaciones contra el cáncer de próstata, de testículos y salud mental masculina.
En la edición 2013 se amplió la cantidad de países participantes a un total de 21, el número de inscriptos fue de 969.188 y la recaudación de 136.6 millones de dólares australianos.
Desde el año 2016, y a causa de que uno de los fundadores del evento anual Distinguished Gentleman's Ride se suicidara, los organizadores decidieron sumar los fondos recaudados por este evento para donarlos a la Fundación Movember. Este evento es patrocinado por el fabricante de moticicletas Triumph y la empresa suiza de relojes Zenith. Por otra parte, en mayo de ese año, después de 13 años de estar al frente de Movember, Adam Garone anunció que seguiría trabajando para la fundación pero ya no desde el puesto de director ejecutivo y sería reemplazado por Owen Sharp.

## Apoyo

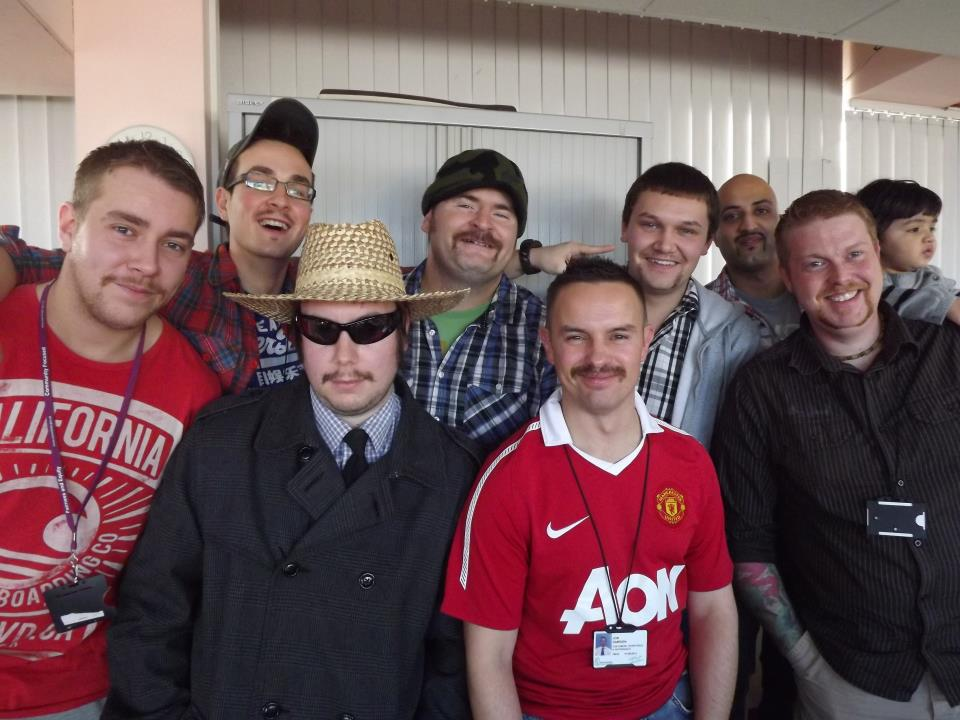
Grupo de hombres seguidores de Movember mostrando sus bigotes.

Con el paso del tiempo, Movember ha logrado contar con el apoyo de organizaciones de salud a las cuales se destina el dinero recaudado. Por ejemplo FEFOC en España; Livestrong Foundation en Estados Unidos; Prostate Cancer UK en Inglaterra o la Prostate Cancer Research Foundation of Canada, entre otros.
Por otro lado, los 'embajadores'  (ver sección abajo), destacadas personalidades de diversos ámbitos, apoyan a Movember representándo y difundiendo el evento en diversas partes del mundo.
También cuenta con diferentes asociados (partners) como Discovery Channel, Harley Davidson, Harry's, Maurice Lacroix, Yamaha. Otras empresas relacionadas al mundo de los videojuegos apoyan la iniciativa como EA Sports que incluye en sus videojuegos de hockey y fútbol desde la edición FIFA 14 una copa llamada Copa Movember con el mismo doble objetivo de crear conciencia y recaudar fondos, Sports Interactive con su juego Football Manager 2015 o PlayStation a través de diversas iniciativas.

### Embajadores
Se denomina 'embajadores' a aquellas personas reconocidas en cada país que están de acuerdo con la causa y aceptan ser la cara visible de Movember. Pueden pertenecer al ámbito del deporte, música, negocios, los medios, etc. y tienen la tarea de representar a Movember y ayudar a difundir su mensaje.
Algunos embajadores que pueden destacarse son o fueron: Paul McCartney, Ricky Gervais y Nick Offerman en Inglaterra; Pepón Nieto, Juan Diego Botto, Jimmy Barnatán, David Meca, Jaime Colsa en España; Marc Foster, Silvester Stallone, Kevin Love, Stephen Moyer en Estados Unidos; Noel Evans y el músico Kirk Pengilly en Australia; el futbolista Robert Huth y el actor ganador del Oscar Christoph Waltz en Alemania y Herbert Prohaska en Austria.
Uno de los primeros y más frecuentes embajadores ha sido y sigue siendo el excapitán del equipo nacional de rugby All Blacks Richie McCaw así como toda la Selección de rugby de Nueva Zelanda.

## Fundación Movember

### Objetivos y estrategia
El hecho de que las mujeres viven más que los hombres resalta el por qué la Fundación Movember se centra en la salud del varón. Queremos tener un impacto en la salud de los varones de todo el mundo y reducir la brecha de expectativa de vida entre hombres y mujeres.
Adam Garone

Con el objetivo de "producir un impacto perdurable en la salud masculina", Movember financia programas e investigaciones globales y locales en las siguientes áreas:
- Cáncer de próstata. El segundo tipo de cáncer más común en hombres de todo el mundo. El Global Action Plan es el principal programa financiado en esta área.
- Cáncer de testículo. El segundo cáncer más común en hombres 18 a 39 años. A partir de 2013, el Global Action Plan fue ampliado y se creó el GAP5, orientado especialmente en esta temática.
- Salud mental. En todo el mundo, un hombre muere cada cinco minutos por suicidio. Fue a partir de 2006 cuando Movember Foundation comenzó a financiar programas de salud mental masculina en Australia. Luego en 2008, Nueva Zelanda. En 2013, Canadá, EE. UU. y Reino Unido.
- Inactividad Física. El cuarto factor de riesgo de mortalidad en el mundo. Es el área de inclusión más reciente: 2015. MOVE y GAP 4 son las dos iniciativas más importantes en lo que respecta a inactividad física.

### Programas

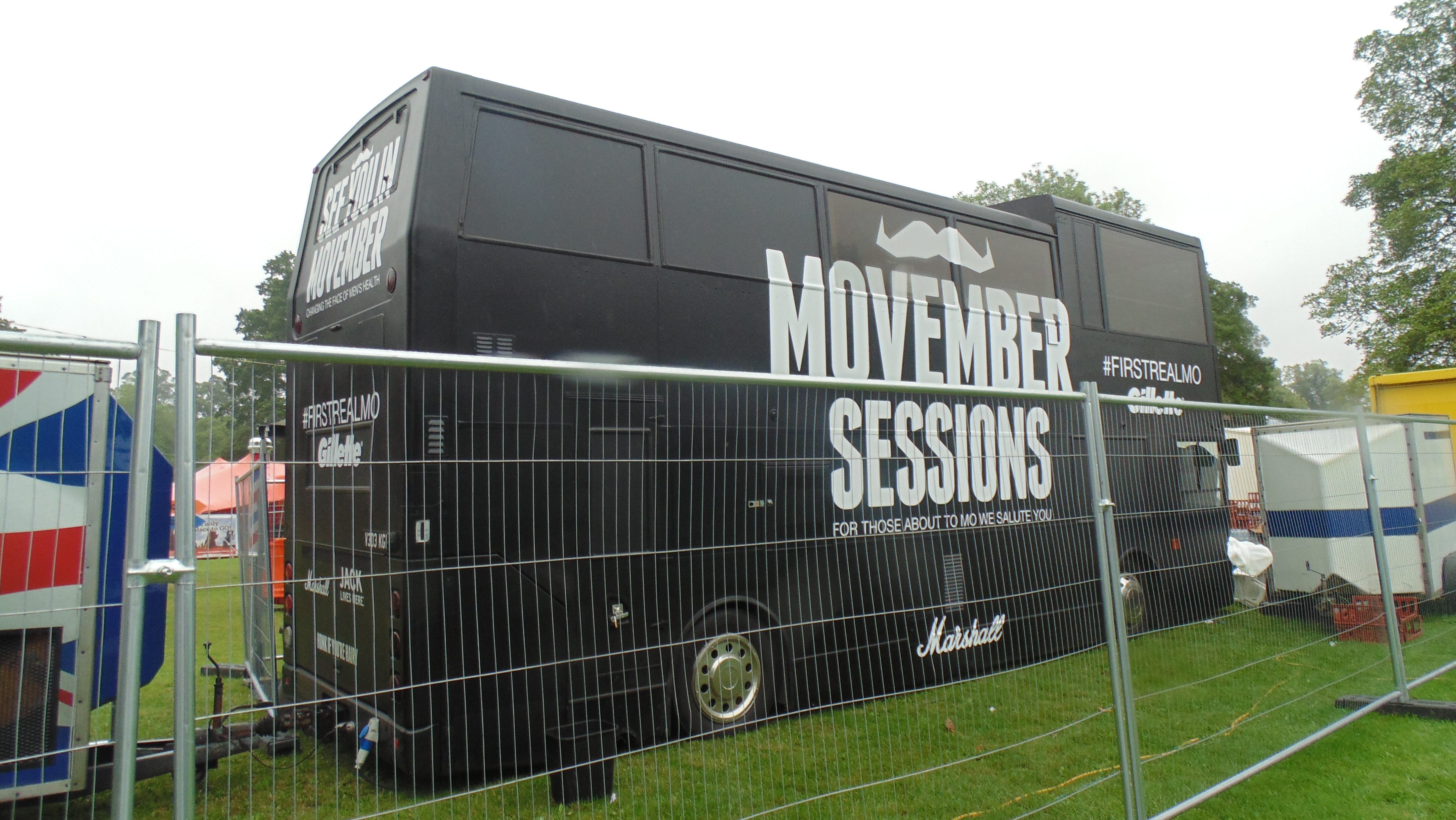
El camión de Movember en 2014.

Algunos de los programas son TrueNTH  y IRONMAN centrados específicamente en cáncer de próstata y TrueNTH Testicular Cancer, con foco en cáncer de testículo. En materia de salud mental, pueden nombrarse las campañas locales Like father like son o Making connections. En campañas recientes, la iniciativa MOVE es la principal en lo que respecta al fomento de la actividad física junto a otras como Ahead of the Game

#### GAP
El programa más significativo que Movember financia a nivel mundial es llamado es llamado Global Action Plan (G.A.P., Plan de acción global) mediante el cual se proporciona un nivel inédito de colaboración entre 350 científicos de todo el mundo en lo que respecta a investigaciones el cáncer de próstata y de testículo. De esta forma se evita que se dupliquen investigaciones con la consiguiente aceleración de nuevos resultados y mejora de la rentabilidad de los fondos donados para Movember.
El G.A.P. se divide en 5 objetivos:
- GAP1 - Biomarcadores: Mejorar la distinción entre cáncer de bajo riesgo y agresivos.
- GAP2 - Imágenes: Desarrollar técnicas para la mejor y más temprana detección. Actualmente están investigándose: Fluorodihydrotestosterone (FDHT), Fluoro-methyl-choline (FCH) y Prostate Specific Membrane Antigen (PSMA).
- GAP3 - Vigilancia activa: Monitorear los casos de bajo riesgo o de desarrollo lento antes de que sea realmente necesario comenzar un tratamiento activo.
- GAP4 - Ejercicio y salud metabólica: Determinar la importancia del ejercicio para prevenir o disminuir la progresión del cáncer.
- GAP5 - Cáncer de testículos: Por un lado, mejorar el conocimiento que se tiene sobre los pacientes con cáncer de testículo que vuelven a tenerlo y por otro lado, apoyar a TIGER, que busca determinar el mejor tratamiento posible para dichos casos.

En España, la Fundación Movember financia a dos investigadores del cáncer de próstata como parte del GAP, en el Hospital Universitario Valle de Hebrón y el CIBERehd.

### Estructura
Movember Foundation está dirigida por un Consejo de Administración y cuatro Comités especializados en distintas temáticas. En consonancia con el objetivo de Movember de minimizar los costes administrativos, ninguno de los miembros del Consejo de Administración recibe remuneración por su cargo.
|                                      |                                      |                                      |                                      |                                      |                                      |  |  |                                            |                                            |                                            |                                            | Consejo de administración                  |                                            |  |  |                                         |                                         |                                         |                                         |                                         |                                         |  |  |                   |                   |                   |                   |                   |                   |  |  |
|                                      |                                      |                                      |                                      |                                      |                                      |  |  |                                            |                                            |                                            |                                            |                                            |                                            |  |  |                                         |                                         |                                         |                                         |                                         |                                         |  |  |                   |                   |                   |                   |                   |                   |  |  |
|                                      |                                      |                                      |                                      |                                      |                                      |  |  |                                            |                                            |                                            |                                            |                                            |                                            |  |  |                                         |                                         |                                         |                                         |                                         |                                         |  |  |                   |                   |                   |                   |                   |                   |  |  |
| Comité global asesor sobre el cáncer | Comité global asesor sobre el cáncer | Comité global asesor sobre el cáncer | Comité global asesor sobre el cáncer | Comité global asesor sobre el cáncer | Comité global asesor sobre el cáncer |  |  | Comité global asesor sobre salud masculina | Comité global asesor sobre salud masculina | Comité global asesor sobre salud masculina | Comité global asesor sobre salud masculina | Comité global asesor sobre salud masculina | Comité global asesor sobre salud masculina |  |  | Comité de finanzas, riesgo y auditorías | Comité de finanzas, riesgo y auditorías | Comité de finanzas, riesgo y auditorías | Comité de finanzas, riesgo y auditorías | Comité de finanzas, riesgo y auditorías | Comité de finanzas, riesgo y auditorías |  |  | Comité de Cultura | Comité de Cultura | Comité de Cultura | Comité de Cultura | Comité de Cultura | Comité de Cultura |  |  |

### Finanzas
La Fundación Movember lleva recaudado 485 millones de euros desde sus inicios hasta la fecha.
El último informe anual publicado muestra que durante la campaña 2014 (abril de 2014 - abril de 2015), se recaudaron 71,7 millones de euros. De los cuales un 83% fueron destinados a los programas que financia la fundación, un 13% para gastos de recaudación y fondos y 4% para gastos administrativos.
De ese total recaudado 90% provinieron de donaciones de los participantes (los llamados mo bros y mo sistas), 4,2% directamente de los socios (como Barbasol o TOMS) y 5,8% de otras fuentes como intereses, merchandise y patrocinios.

### Premios y reconocimientos
- Puesto 49 en el Top 500 ONGs por NGO Advisor, 2017[43][44]
- Cult Brand - The Gathering, 2016[45][46]
- Puesto 55 en el Top 500 ONGs por NGO Advisor, 2015[44]
- Puesto 72 en el Top 500 ONGs por Global_Geneva, 2014[47]
- Puesto 79 en el Top 100 ONGs por Global Journal, 2013
- Puesto 63 en el Top 100 ONGs por Global Journal, 2012[48]

## Imágenes sobre Movember

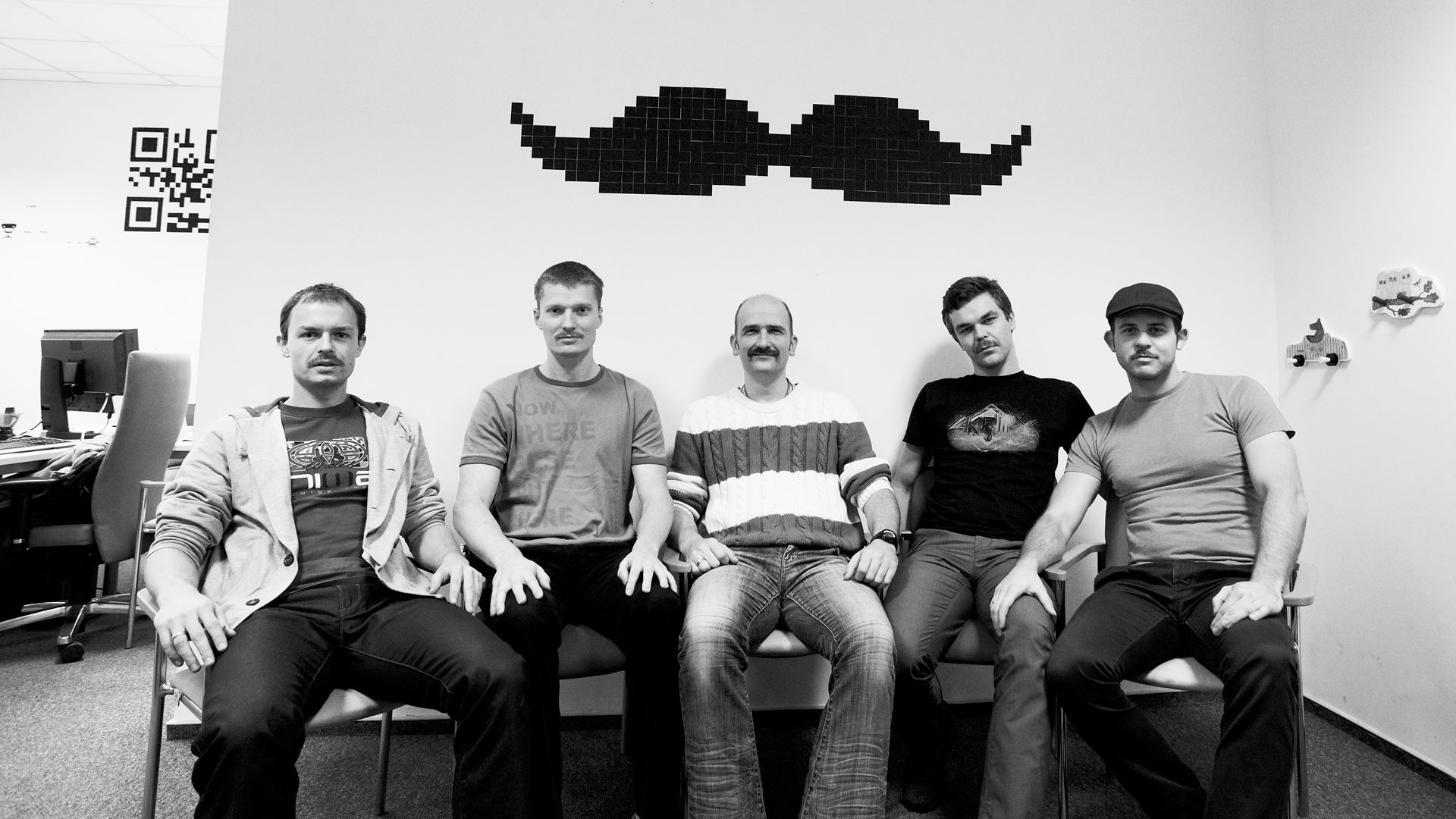
Grupo de varones participantes en Polonia.
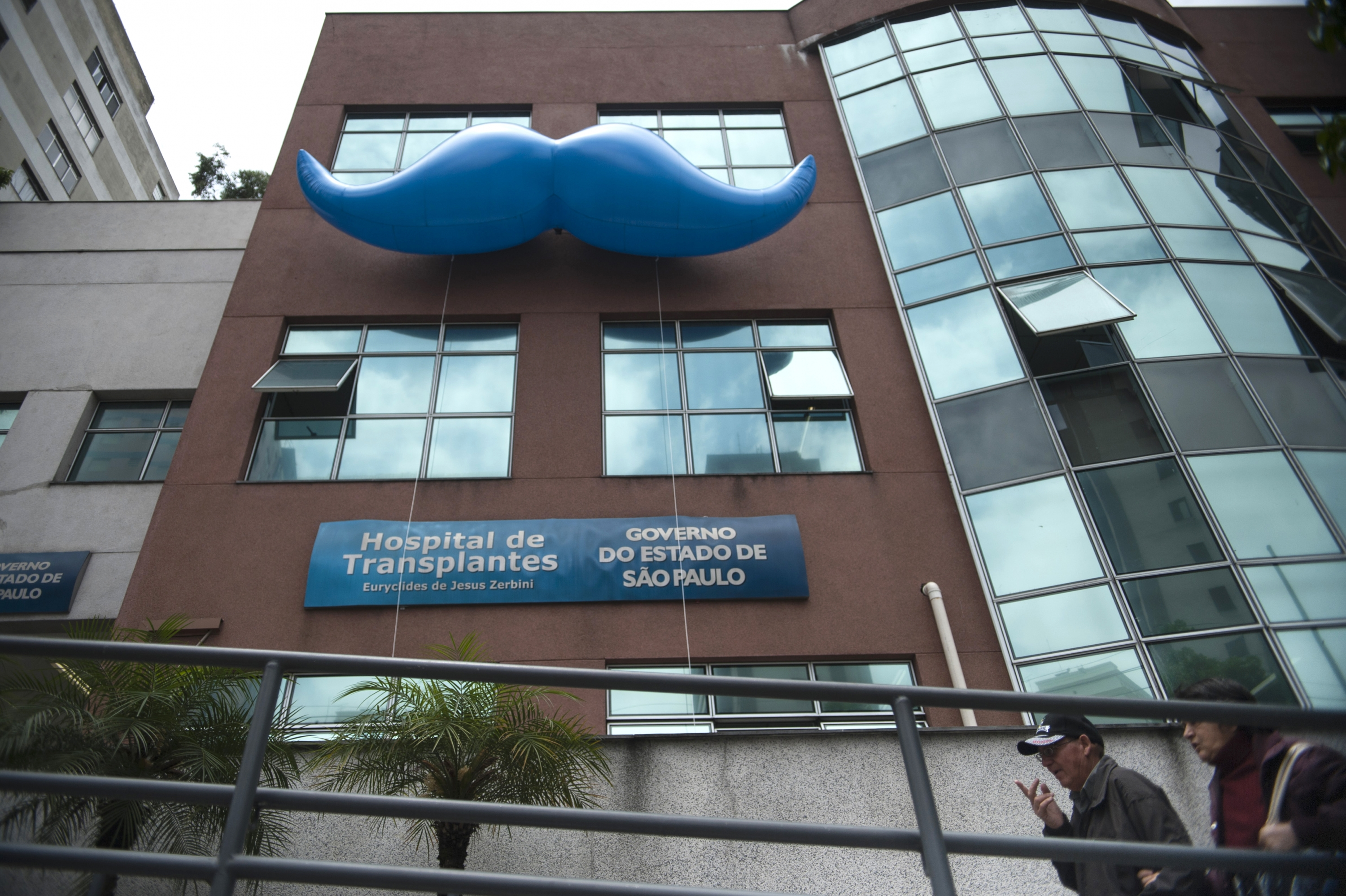
Hospital público de Brasil con bigote alegórico.
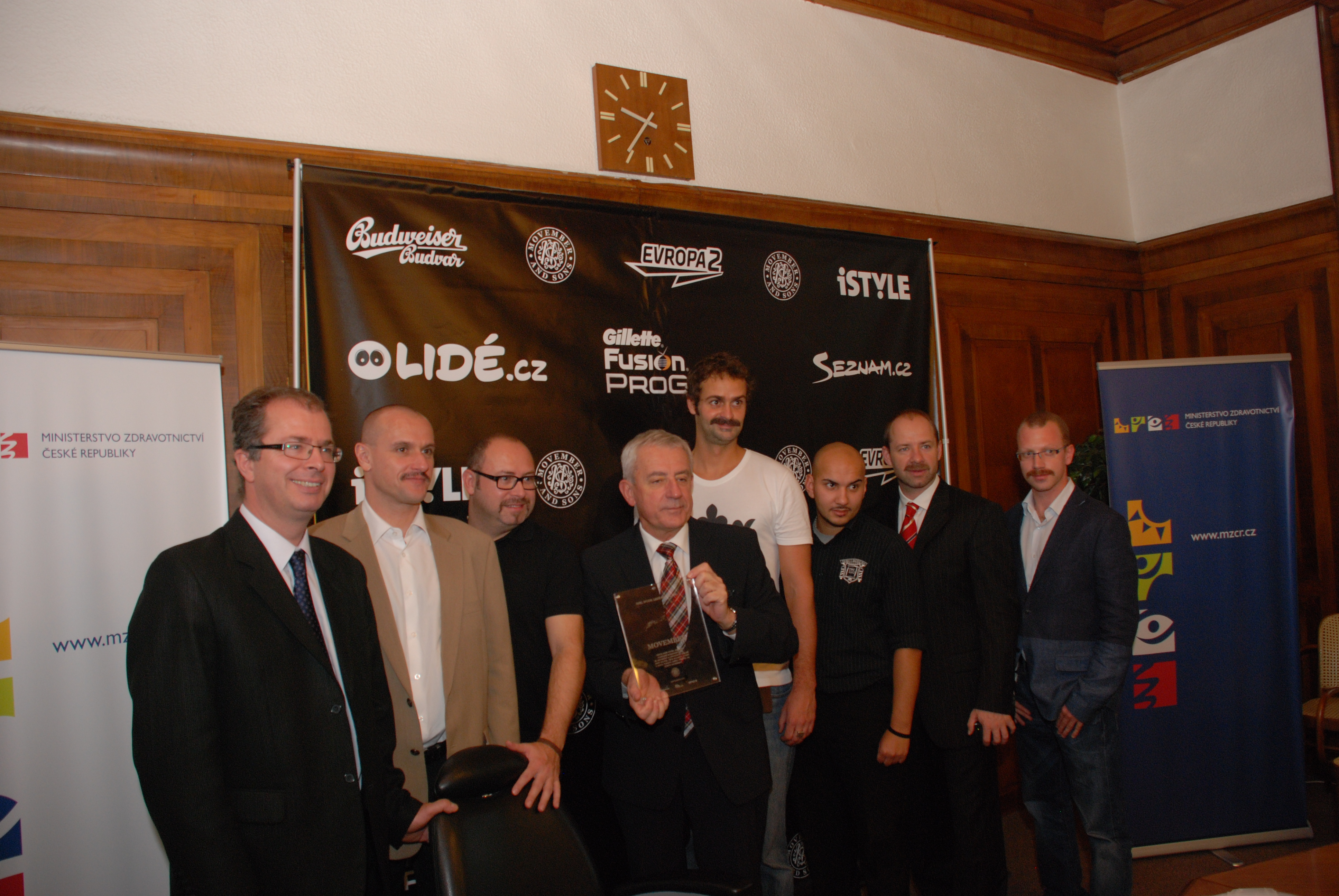
Leoš Heger, Ministro de Salud de República Checa, apoyando un evento de Movember.
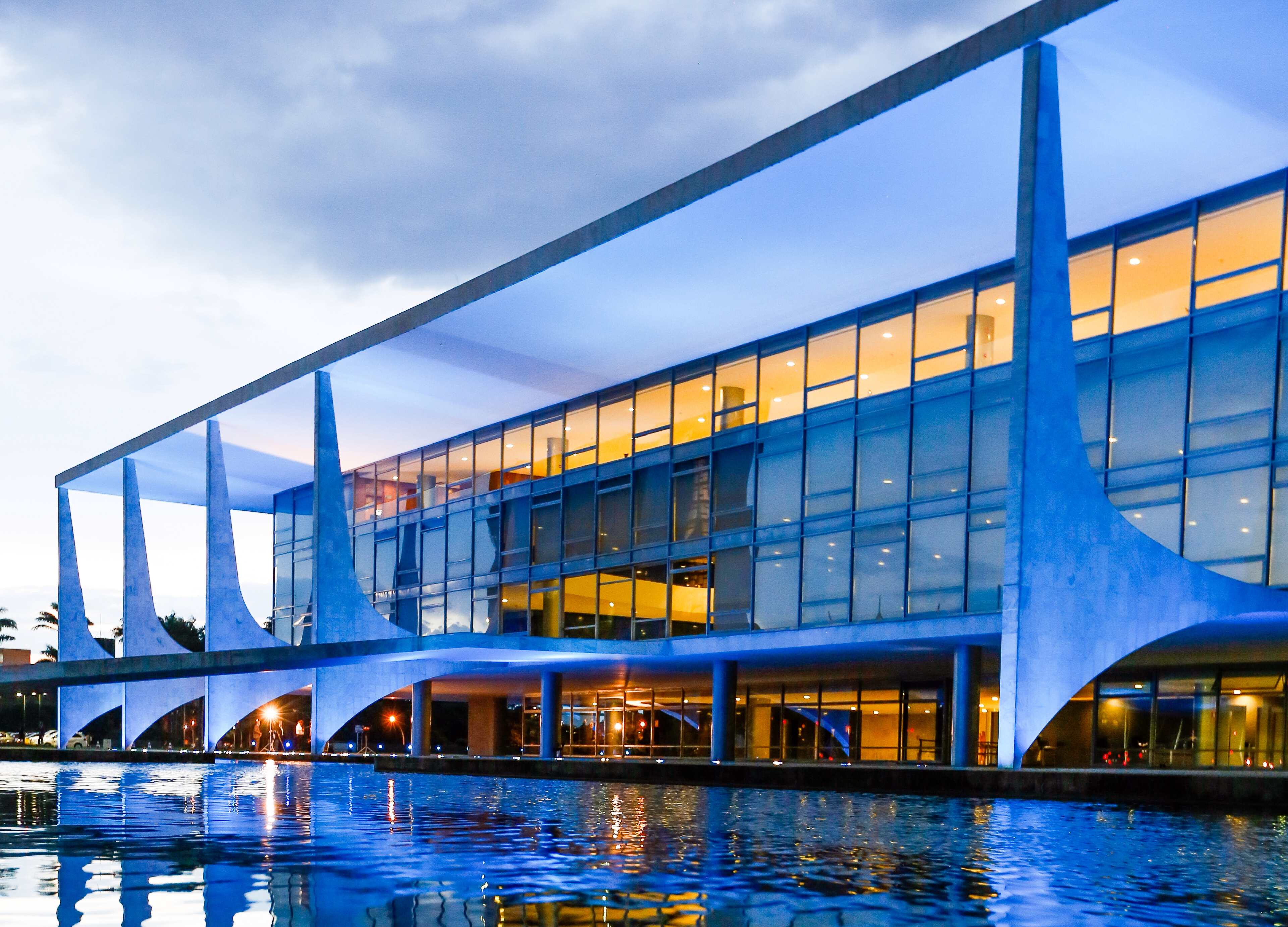
Palácio do Planalto, sede del poder ejecutivo del Gobierno Federal brasileño, iluminado de azul.
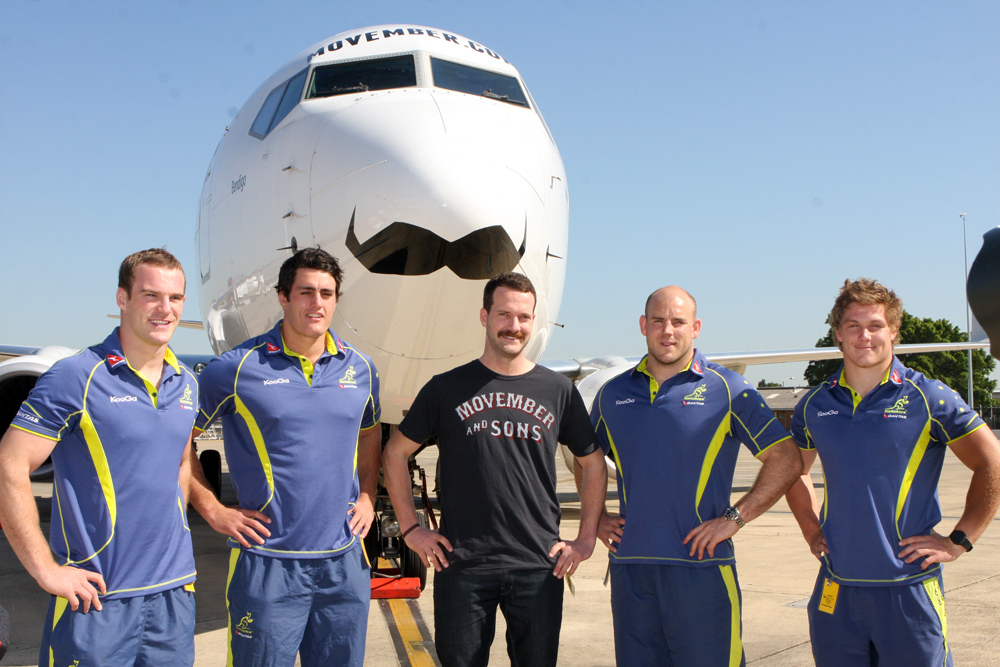
Miembros de la Selección de rugby de Australia llevando bigote en la presentación de un Boeing 737-800 de Qantas decorado para Movember.
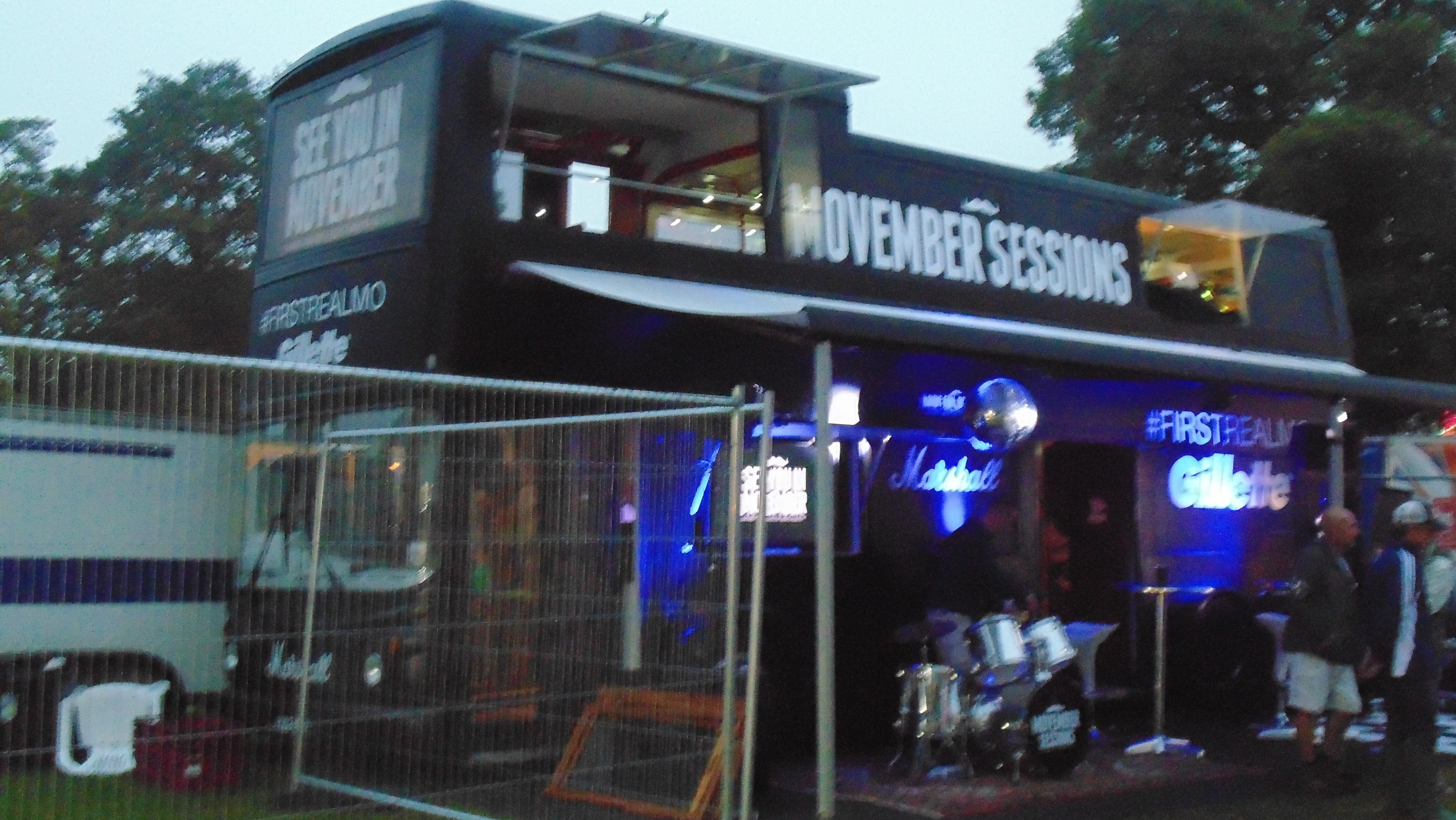
El camión de Movember en Inglaterra.
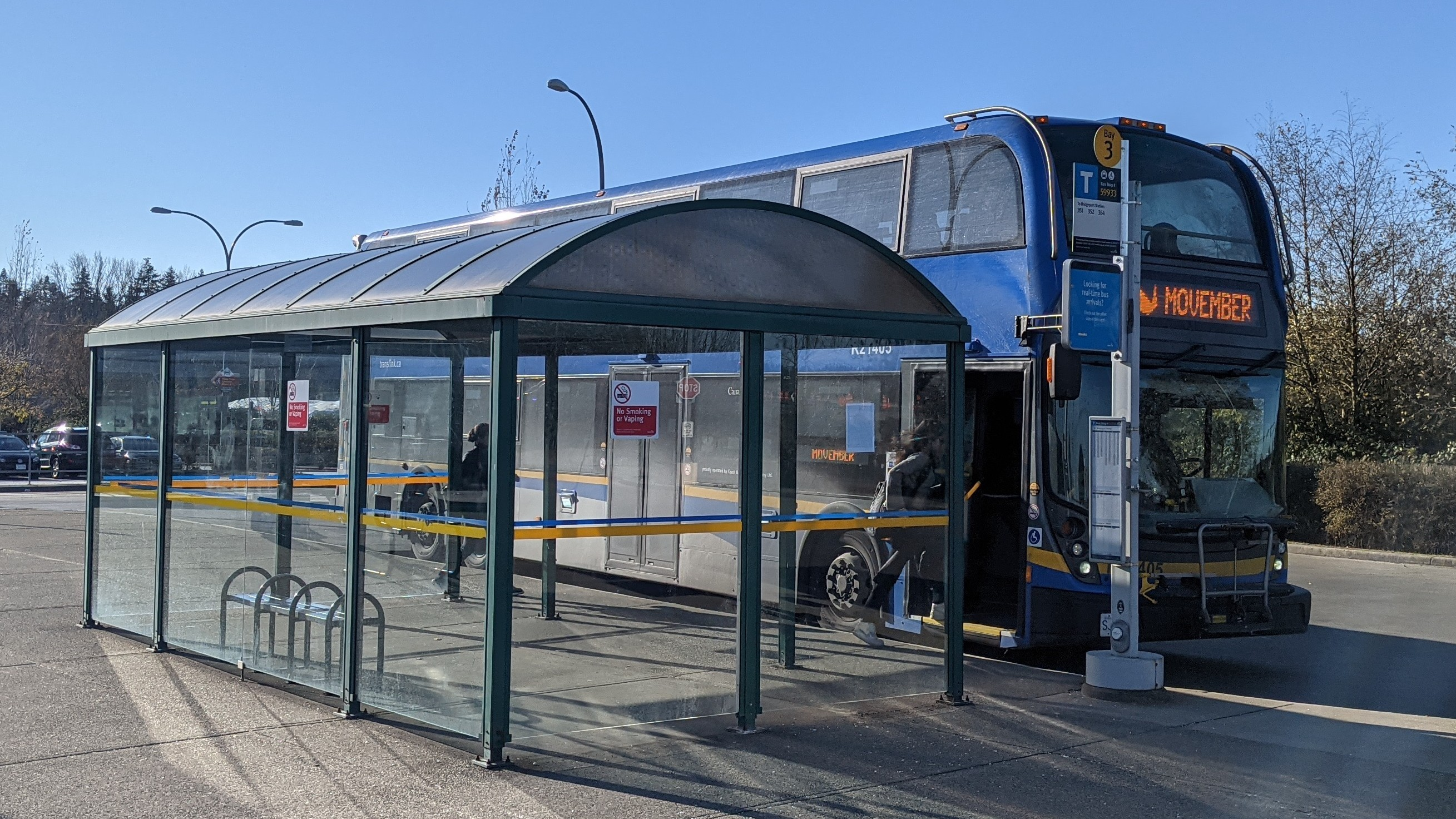
Transporte púbico promocionando Movember en Surrey, Canadá.